# Boso de Toscana
Boso (n. 885 d.Hr., Provența, Franța – d. 936 d.Hr., Bourgogne, Franța) a fost conte de Arles între 895 și 911 și între 926 și 931 (sub numele de Boso al II-lea), conte de Avignon între 911 și 931 și margraf de Toscana între 931 și 936.

## Biografie
Boso a făcut parte din familia Bosonizilor fiind fiul mai mic al contelui Theobald de Arles cu Bertha, fiica ilegitimă a lui Lothar al II-lea de Lotharingia. Fratele său mai mare a fost Ugo de Arles care a devenit ulterior rege al Italiei. 
Boso a susținut planurile fratelui său Ugo în Italia. Acesta l-a răsplătit numindu-l margraf de Toscana, după ce l-a destituit pe Lambert de Toscana în 931. Boso a fost, de asemenea, foarte activ în Lorena opunându-se planurilor ducelui Henric I de Saxonia. În cele din urmă, Boso a fost destituit și arestat în 936 fiind înlocuit ca margraf de Toscana cu Humbert, fiul lui Ugo de Italia și astfel nepot al lui Boso.
Boso a fost căsătorit cu Willa, fiica lui Rudolf I de Burgundia, cu care a avut două fiice:
- Bertha sau Gersenda, căsătorită mai întâi cu Boso de Provence și apoi cu Raymond al II-lea de Rouergue;
- Willa, căsătorită cu Berengar al II-lea de Italia.